# Ягня (фільм, 2015, Ефіопія)
«Ягня» (англ. Lamb) — ефіопський драматичний фільм, знятий Яредом Зелеке. Світова прем'єра стрічки відбулась 20 травня 2015 року в секції «Особливий погляд» Каннського кінофестивалю, тим самим ставши першим ефіопським фільмом, показаним в Офіційній програмі. Також стрічка була показана в секції «Сучасне світове кіно» міжнародного кінофестивалю в Торонто. Фільм був висунутий Ефіопією на премію «Оскар-2016» у номінації «найкращий фільм іноземною мовою».

## У ролях
- Редіат Амаре — Ефраїм
- Кідіст Сіюм — Тсіон
- Велела Ассефа — Емама
- Сюрефел Тека — Соломон

## Визнання
| Нагороди та номінації фільму «Ягня» | Нагороди та номінації фільму «Ягня»   | Нагороди та номінації фільму «Ягня»         | Нагороди та номінації фільму «Ягня» | Нагороди та номінації фільму «Ягня» | Нагороди та номінації фільму «Ягня» |
| Рік                                 | Нагорода                              | Категорія                                   | Номінант                            | Результат                           |                                     |
| ----------------------------------- | ------------------------------------- | ------------------------------------------- | ----------------------------------- | ----------------------------------- | ----------------------------------- |
| 2015                                | Каннський кінофестиваль               | Найкращий фільм («Особливий погляд»)        | «Ягня»                              | Номінація                           |                                     |
| 2015                                | Каннський кінофестиваль               | «Золота камера» за найкращий дебютний фільм | «Ягня»                              | Номінація                           |                                     |
| 2015                                | Лондонський міжнародний кінофестиваль | Найкращий дебютний фільм                    | «Ягня»                              | Номінація                           |                                     |